# Мамертинці
Мамертинці (лат. mamertini, досл. «сини Марса») — найманці сиракузького тирана Агафокла, за походженням — переважно вихідці з Південної Італії.
Звільнені зі служби після смерті Агафокла, мамертинці за власною ініціативою захопили Мессану, перебили усіх місцевих чоловіків і заснували в 282 р. до н. е. у місті свою власну державу. Інший загін мамертинців облаштувався у Гелі. Поступово приєднали до своїх володінь кілька сусідніх міст, а в 271 році до н. е. на річці Кіамосор здобули перемогу над сиракузьким тираном Гієроном II.
Проте наступного року Гієрон перейшов у контрнаступ і завдав мамертинцям кілька суттєвих поразок. Вони змушені були забратися з міст Катана, Тавроменій, Міли, Кентуріна, Агиріон. Амеселон був зруйнований. Спроба Гієрона захопити саму Мессану була невдалою. Однак 269 році до н. е. біля міста Тиндаріс мамертинці знову зазнали поразки, забарикадувалися в Мессані і почали перемовини про умови остаточної капітуляції. Врятував їх командувач карфагенського флоту Ганнон, який розмістив в Мессані пунійський гарнізон і змусив Гієрона відмовитися від зазіхань на місто.
Частина мамертинців, натомість, звернулася до Риму, який поквапився прийняти їх до своєї держави як civitas Mamertina foederata. Щоправда, римському загону надісланому до міста, «союзники» заявили, що передумали. Але тих це не зупинило. Зібравши місцевих мешканців на збори, трибун Гай Клавдій оголосив про перехід міста під римську владу (264 році до н. е.).